# Копцыгай
Копцыга́й — деревня в Качугском районе Иркутской области России. Входит в состав Зареченского муниципального образования.

## География
Находится примерно в 65 км к югу от районного центра.

## Население
| 2002 | 2010 | 2011 | 2012 |
| ---- | ---- | ---- | ---- |
| 29   | ↘28  | →28  | ↗32  |

По данным Всероссийской переписи, в 2014 году в деревне проживало 21 человек (8мужчин и 13 женщин).